# Коган, Александр Эдуардович
Алекса́ндр Эдуа́рдович Ко́ган (6 ноября 1878, Гдов, Санкт-Петербургская губерния — 6 марта 1949, Париж, Франция) — русский журналист и редактор-издатель. Редактор-издатель журнала «Солнце России» и газеты «Копейка».

## Биография
Родился в семье частного поверенного, получил среднее образование в Юрьеве (Тарту) Эстляндской губернии. Один из основателей крупного российского издательского комплекса «Копейка» (1897) (совместно с издателем М. Б. Городецким и Б. А. Катловкером).
В эмиграции, в Берлине, основал издательство «Русское искусство». В 1921—1926 годах выпускал художественный и литературный журнал «Жар-Птица», 13 номеров которого вышли в Берлине, а последний, 14-й — в Париже.
Во Франции с 1926 года. Пережил немецкую оккупацию, депортацию жены нацистами. Умер от рака лёгких 6 марта 1949 года.